# Dynamische Meditation
Die Dynamische Meditation ist eine von Bhagwan Shree Rajneesh (heute Osho) entwickelte aktive Meditation.

## Charakter
Die Dynamische Meditation zählt wie die Kundalini-Meditation und die Nataraj-Meditation zu den aktiven Meditationstechniken, in denen körperliche Aktivität eine zentrale Rolle spielt. Für „westliche“ Menschen scheint eine meditative Haltung oft schwer zu erreichen, da sie sehr außen-, erlebnis- und aktionsorientiert sind.
Durch Bewegung und schnelles vertieftes Atmen (siehe auch Holotropes Atmen) soll die Meditationstechnik über starke Aufladung zu einer intensiven Katharsis führen. Schreien, Weinen, Lachen und Wutausbrüche sind Erscheinungsformen dieser Katharsis. Sie stellt eine Befreiung dar, nach der eine weitere körperliche Aufladung durch intensive Bewegung erfolgt. Ziel sind innere Ruhe und Stille.

## Ablauf
Die Dynamische Meditation besteht aus mehreren etwa gleich langen Phasen und dauert etwa eine Stunde. Sie wird mit nüchternem Magen durchgeführt. Die Phasen werden als
- Schnaufen
- Katharsis
- Hüpfen
- Stopp
- Tanzen

bezeichnet und sind körperlich anstrengend. Einzig die vierte Phase (Stopp), die ein stilles Verharren darstellt, wirkt auf Außenstehende wie eine klassische Meditation.  Anschließend kann ein Erfahrungsaustausch erfolgen.
Chaitanya Hari (bürgerlich Georg Deuter) hat eine Musik dafür komponiert.

## Wirkung
Die Meditationsform soll zu erhöhter Durchblutung, gesteigerter Aufmerksamkeit (Gewahrsein) und verstärkter Energie führen und therapeutische Effekte durch die Katharsis bewirken.

## Verbreitung
Die Dynamische Meditation ist in Europa verbreitet, weit über die Osho-Bewegung und den ursprünglich spirituellen Hintergrund hinaus. In psychosomatischen Kliniken und Psychogruppen ist sie fester Bestandteil geworden. Sie wird auch von Therapeuten begleitend zur Psychotherapie eingesetzt.

## Weblink
- Osho-Website zum Thema Meditation mit Video-Demos